# Ольговка (Казахстан)
О́льговка (каз. Ольгов) — село у складі Жамбильського району Північноказахстанської області Казахстану. Входить до складу Майбалицького сільського округу.
Населення — 36 осіб (2021; 236 у 2009, 356 у 1999, 431 у 1989).
Національний склад станом на 1989 рік:
- українці — 47 %
- казахи — 36 %.